# Anthaxia carya
Anthaxia carya är en skalbaggsart som beskrevs av Wellso och Todd R. Jackman 2006. Anthaxia carya ingår i släktet Anthaxia och familjen praktbaggar. Inga underarter finns listade i Catalogue of Life.